# 綴子
綴子（つづれこ）は、秋田県北秋田市の大字。郵便番号018-3301。本項では同地域にかつて存在した北秋田郡綴子村（つづれこむら）についても記す。

## 地理
北秋田市中心部の北方一帯にあたる。南で鷹巣・松葉町・材木町・栄、西で坊沢・黒沢および山本郡藤里町大沢・藤琴、東で大館市外川原・長坂、東・北で大館市早口と隣接する。南東を米代川が流れ、区域の大部分を山地が占める。南部を国道7号・国道105号（鷹巣バイパス）・秋田県道24号鷹巣川井堂川線（阿仁街道）が通過し、奥羽本線糠沢駅が所在する。また、北部に秋田県道200号矢坂糠沢線が延びる。

### 山岳
- 萩ノ方山
- 高假戸山

### 河川
- 本川：米代川
- 一次支川：綴子川、糠沢川
- 二次支川：谷地川、田ノ沢川、東又川
- 三次支川：大堤川

### 小字
- 字家下タ
- 字家下モ
- 字家向
- 字市六
- 字一本柳
- 字岩坂下
- 字岩谷
- 字上野
- 字内一通
- 字上台
- 字往還下
- 字太田屋敷後
- 字大堤
- 字大堤家後
- 字大堤沢
- 字大堤下
- 字大堤道下
- 字大舟沢出口
- 字小田
- 字小田道下
- 字街道下
- 字掛泥
- 字掛泥野
- 字掛泥道上
- 字掛泥道下
- 字掛泥向
- 字囲ノ内
- 字合地
- 字蟹子沢
- 字釜堤脇
- 字上糠沢
- 字上松原
- 字川西
- 字久太郎羽立
- 字熊野堂後
- 字胡桃館
- 字小糠沢
- 字五兵衛沢
- 字米堤下
- 字佐戸岱
- 字山神堂川向
- 字山神堂下

- 字下糠沢
- 字下谷地
- 字菅ノ沢出口
- 字外一通
- 字高野尻
- 字田子ケ沢
- 字田子ケ沢向
- 字田中
- 字田中家前
- 字田中大道下
- 字田中表
- 字田中上
- 字田中下モ
- 字田町
- 字長右エ門堤下
- 字塚ノ岱
- 字作坂
- 字作坂下
- 字堤下
- 字戸草沢
- 字中堤
- 字中糠沢
- 字西館
- 字糠沢
- 字糠沢上谷地
- 字糠沢下谷地
- 字糠沢田ノ沢
- 字糠沢中谷地
- 字バッコ石
- 字日景沢出口
- 字東館
- 字深沢
- 字二タ又
- 字古関
- 字前野
- 字松原谷地
- 字摩当揚
- 字ミタコ
- 字美田古
- 字宮本
- 字向黒沢
- 字向黒沢家下

- 字村下
- 字谷地川上
- 字谷地川下
- 字柳中
- 字與助沢
- 字愛宕岱
- 字家上
- 字熊野堂前
- 字玉ノ瀬
- 字出口下岱
- 字時ノ沢
- 字西向黒沢
- 字東向黒沢
- 字向黒沢田ノ沢
- 字小豆岱
- 字雨池下
- 字伊勢堂岱
- 字一通沢
- 字一通沢出口
- 字一通田ノ沢
- 字岩塚岱
- 字岩谷家向
- 字牛首
- 字後ノ沢
- 字内川向
- 字馬道下
- 字上台沢出口
- 字エゾゲト
- 字大沢
- 字大関下
- 字大堤村下
- 字大畑家下
- 字大曲
- 字小田谷地
- 字落合
- 字掛泥家後
- 字上ミ田
- 字上館ヶ沢
- 字上館ヶ沢岱下
- 字観音堂下
- 字金十郎岱
- 字黒石沢

- 字黒森沢上
- 字仮戸台
- 字小黒目沢向
- 字柵木岱
- 字猿ヶ沢
- 字山神堂岱
- 字下館ヶ沢
- 字大鞁ヶ沢向
- 字高野
- 字館下
- 字館越
- 字種漬沢
- 字田ノ沢
- 字知子内
- 字堤岱
- 字留下
- 字長堤脇
- 字中谷地
- 字鍋腰沢上
- 字楢木田
- 字西又家下
- 字糠沢柏木岱
- 字糠沢下タ
- 字沼沢出口
- 字根仮戸
- 字東又家上
- 字東又出口
- 字彦四郎沢
- 字開ノ沢
- 字船場
- 字古伊勢堂岱
- 字古土樋上
- 字坊沢関添
- 字前田
- 字孫兵エ田
- 字又右エ門田ノ沢
- 字南向黒沢
- 字焼仮戸
- 字弥助沢向下
- 字湯繰舟沢
- 字與三郎沢出口
- 字与治右エ門田ノ沢

## 歴史

### 沿革
町村制施行前
- 1736年（元文1年） 糠沢村（糠沢、大畑、二本杉、岩谷、一通、大堤、掛泥）、向黒沢村（向黒沢）が綴子村（本郷、小田、田子ヶ沢、田中）に合併となる。

町村制施行後
- 1889年（明治22年）4月1日 町村制の施行により、近世以来の綴子村が単独で自治体を形成。
- 1956年（昭和31年）9月30日 綴子村が鷹巣町に編入。同日綴子村廃止。

鷹巣町編入後
- 1956年（昭和31年）12月3日 - 国鉄の駅として糠沢駅開業。
- 2005年（平成17年）3月22日 鷹巣町が合川町・森吉町・阿仁町と合併して北秋田市が発足。

## 行政

### 綴子村
村長
- 初代 高橋武三郎
- 2代 - 4代 高橋宇吉郎
- 5代 - 9代、12代 - 13代 村上鶴治
- 10代 村上重保
- 11代 九島源之亟
- 14代 高橋宇一郎
- 15代、20代 九島堅之助
- 16代 高橋文一
- 17代 奈良長治
- 18代 藤島久治郎
- 19代 三沢元
- 21代 秩父威仙
- 22代、24代 岩谷勇八
- 23代 山内清一郎

### 特別地方公共団体
財産区
- 綴子財産区

### 国の機関
国土交通省
- 東北地方整備局
  - 能代河川国道事務所鷹巣出張所

## 地域

### 警察
- 秋田県警察北秋田警察署
  - 綴子駐在所

### 教育

#### 小学校
- 北秋田市立綴子小学校

#### その他
- 各種学校
  - 県北自動車学校
- 職業能力開発校
  - 秋田県立鷹巣技術専門校（テクノスクール鷹巣）

### 福祉
認可保育所
- 私立
  - 綴子保育園

介護老人福祉施設（特別養護老人ホーム）
- 私立
  - 青山荘

### 郵便
- 綴子郵便局（取扱局番号86161）
- 新田中簡易郵便局（取扱局番号86822）

## 経済

### 本社・本店を置く主な企業
私企業
- 新東北メタル（日立建機グループ会社）

### 特産品
果物・野菜
- セリ

工芸品・民芸品
- 秋田八丈

鉱物資源
- 珪藻土

## 交通

### 鉄道
- 東日本旅客鉄道
  - 奥羽本線：糠沢駅

### 道路
一般国道
- 国道7号
- 国道105号

主要地方道
- 秋田県道24号鷹巣川井堂川線

一般県道
- 秋田県道196号坊沢鷹巣線
- 秋田県道200号矢坂糠沢線

道の駅
- たかのす（国道7号）

### バス
路線バス
- 秋北バス

## 施設

### 文化施設
公民館
- 綴子公民館

博物館・資料館・動物園
- 大太鼓の館

### スポーツ施設
体育館
- 北健康増進センター

## 名所・旧跡・観光・祭事・催事

### 祭事
7月
- 14・15日：綴子神社例祭（綴子神社）

### 催事
1月
- 2日：大太鼓たたき初め（大太鼓の館）
- 15日：雪中田植え（大太鼓の館駐車場）

2月
- 1日：雪中稲刈り（大太鼓の館駐車場）
- 第2土曜日・日曜日：鷹巣もちっこ市（大太鼓の館駐車場）

9月
- 上旬：北秋田市たかのす太鼓まつり（大太鼓の館）

### 主な文化財
民俗文化財
- 綴子の大太鼓[3] - 記録作成等の措置を講ずべき無形の民俗文化財（風流）

記念物
- 内舘文庫跡 - 秋田県指定史跡
- 大堤一里塚 - 秋田県指定史跡
- 般若院英泉孔雀明王経出版記念碑等 - 北秋田市指定史跡
- 綴子肝煎屋敷本陣跡 - 北秋田市指定史跡
- 胡桃館遺跡 - 北秋田市指定史跡
- 羽州街道 - 北秋田市指定史跡
- 相善杉 - 北秋田市指定天然記念物
- 親方樅と根曲り桜 - 北秋田市指定天然記念物
- 千年桂 - 北秋田市指定天然記念物

### 風俗慣習
- 雪中田植え・雪中稲刈り

水田に見立てた雪の上に、稲わらや豆がらを束ねた“稲”を植えて、稲の倒れ方や実の入り方などで作柄を占う小正月の伝統行事で、稲が直立していれば実が入らない「不稔」、倒れていれば風水害による倒伏、たわわに実った稲穂のように適度に傾いていれば豊作というお告げが出される。

## 出身の人物

### 政治家
- 高橋本吉 - 帝国議会衆議院議員

### 文化人
- 般若院英泉 - 宗教家・教育者
- 宮野尹賢 - 儒学者・神道家

### ゆかりのある人物
長期居住した人物
- 内藤湖南 - 東洋史学者：綴子小学校の主席訓導。

親または祖父母が出身の人物
- 高橋克典 - 俳優・北秋田市ふるさと大使[4]。：父親が出身。

活動していた人物
- 榎本武揚 - 旧幕臣、明治政府の政治家、外交官：箱館戦争降伏後の護送中に綴子宿で漢詩を残す。

## 呼称および表記
「つづりこ」と誤って呼称、表記されることが散見される。ローマ字表記は道路標識や駅名標で使われているヘボン式で「TSUZUREKO」。